# Омаров, Бауыржан Жумаханулы
Омаров Бауыржан Жумаханулы (каз. Бауыржан Жұмаханұлы Омаров; 1 мая 1962, аул Каратерен, Аральский район, Кызылординская область, КазССР) — казахстанский ученый-литературовед, известный в Казахстане журналист и публицист (литературный псевдоним — Бауыржан Омарулы). Академик Национальной академии наук Республики Казахстан, доктор филологических наук, профессор. Советник Президента Республики Казахстан (с 8 апреля 2019 г.)

## Образование
1986 — Казахский государственный университет имени С. Кирова, факультет журналистики.
1998 — Московский международный университет бизнеса и информационных технологий.
2006 — Казахский экономический университет имени Т. Рыскулова.
В 1995 году был участником международного летнего семинара по вопросам журналистики в государственном университете Оклахома в США.

## Биография
1979—1981 — Рабочий производственного объединения «Аралрыбпром».
1986—1994 — Корреспондент, старший корреспондент, заведующий отделом газеты «Лениншіл жас» («Жас Алаш»).
1994—1996 — Старший преподаватель кафедры журналистского мастерства и литературного редактирования КазГУ им. аль-Фараби.
1996—1997 — Проректор Кызылординского государственного университета им. Коркыт Ата.
1997—1998 — Заместитель акима города Кызылорда — заместитель председателя административного совета Кызылординской специальной экономической зоны.
1998—2000 — Старший научный сотрудник (докторант) Казахского национального университета им. аль-Фараби.
2000—2003 — Главный научный сотрудник, заведующий отделом древней литературы Института литературы и искусства им. М. Ауэзова Министерства образования и науки РК.
2003—2006 — Директор департамента по развитию языков Министерства культуры, информации и спорта РК, председатель Комитета по языкам Министерства культуры, информации и спорта РК.
2006—2007 — Исполнительный директор ТОО «Литер-Media».
2007 — Первый заместитель главного редактора газеты «Астана хабары».
2007—2008 — Главный редактор газеты «Айқын».
2008 — Руководитель аппарата акима Кызылординской области.
2008—2009 — Генеральный директор ТОО «Қазақ газеттері».
2009—2010 — Заместитель председателя, председатель Комитета информации и архивов Министерства культуры и информации РК.
2010—2011 — Председатель Комитета по языкам Министерства культуры РК.
2011—2013 — Заведующий сектором Пресс-службы Президента Республики Казахстан.
2013—2019 — Заместитель Пресс-секретаря Президента Республики Казахстан.
С 8 апреля 2019 года — Советник Президента Республики Казахстан.
С 2004 года — По совместительству является профессором кафедры телерадио и связи с общественностью Евразийского национального университета имени Л.Гумилева.

## Творческая деятельность
Прошел путь от рядового журналиста до руководителя ведущих казахстанских средств массовой информации. По окончании университета в течение восьми лет работал в газете «Жас Алаш», где основной темой его статей того периода стали проблемы молодежи. В последующем работал главным редактором одного из первых казахстанских частных информационных агентств «Ер-Даулет».
Внес вклад в развитие таких газет, как «Жас Алаш» и «Айқын», а также изданий, относящихся к ТОО «Қазақ газеттері». Был ведущим еженедельной информационно-аналитической программы «Жеті күн» на телеканале «Хабар». Принимал активное участие в создании газеты «Ақмешіт ақшамы» и телерадиокомпании «Қоғам» в Кызылординской области. Автор многих статей и нескольких книг, написанных в жанре эссе. Его книги «11-е перо», «Четвертая власть» представляют собой галерею творческих портретов известных личностей казахской журналистики.
Является членом Союза писателей Казахстана.

## Педагогическая деятельность
С 1991 года ведет педагогическую деятельность. В разные годы работал в ведущих вузах Казахстана — КазНУ им. аль-Фараби, Кызылординском государственном университете им. Коркыт Ата, университете «Кайнар», Suleyman Demirel University, Актюбинском государственном университете им. К. Жубанова.
В 1996 году в Кызылординском университете им. Коркыт Ата под руководством ректора Бакбергена Досманбетова инициировал открытие специальности «Журналистика».
Наряду с преподаванием истории казахской литературы и литературы тюркских народов, гносеологических основ казахской публицистики ведет специализированные курсы, посвященные работе журналистов в экстремальных ситуациях, подготовке оперативных репортажей, технологиям проведения интервью и прямых эфиров.
Совмещает основную работу с преподавательской деятельностью, являясь профессором на факультете журналистики и политологии ЕНУ им. Л. Гумилева.

## Научная деятельность
В 1993 году защитил кандидатскую диссертацию на тему «Литературное наследие Мурата Монкеулы». В 2001 году защитил докторскую диссертацию на тему «Течение зар заман в казахской литературе (генезис, типология, поэтика)». Эти научные исследования были осуществлены под руководством академика Зейнуллы Кабдолова.
В 2002 году стал заведующим отделом древней литературы Института литературы и искусства им. М.Ауэзова, созданного по инициативе директора этого института академика С. Каскабасова. Под его научным руководством были защищены ряд диссертаций о древних литературных памятниках.
Является автором 5 монографий, 3 научно-познавательных книг, более 200 научных статей.
В 2010 году избран академиком Международной академии Айтматова (Кыргызстан).
В 2013 году избран членом-корреспондентом Национальной академии наук Республики Казахстан.
В 2020 году избран академиком Национальной академии наук Республики Казахстан.
В круг его научных интересов входят история казахской литературы, вопросы древней литературы, казахско-кыргызские литературные связи, общие ценности в литературе тюркских народов.

## Труды
- 1. Мұрат Мөңкеұлы. Алматы: «Крамдс-пресс», 1993. — 106 стр.[11]
- 2. Қазақ-қырғыз қасіретнамасы (Скорбное сказание казахов и киргизов). Қызылорда: «Нұр-Сәулет», 1998. — 44 стр.[12]
- 3. Жұмыр жермен жүздесу (Встречи вокруг света). Алматы: «Ер-Дәулет», 1998. — 152 стр.[13]
- 4. Аруана бауыр дүние (Как прекрасен этот мир). Алматы: «Шартарап», 1998. — 156 стр.[14]
- 5. Бұғауға бағынбаған жырлар (Непокорённые напевы). Алматы. «Ана тілі», 1998. — 112 стр.[15]
- 6. Зар заман поэзиясы (Поэзия зар заман). Алматы: «Білім», 2000. — 368 стр.[14]
- 7. Зар заман әдебиеті (Литература зар заман). Астана: «Елорда», 2005. — 372 стр.[14]
- 8. 11-ші қаламұш (11-е перо). Алматы: «Aлты Алаш», 2010. — 334 стр[16].
- 9. Жүректің көзі (Разговор на чистоту). Алматы: «Қаз Ақпарат», 2011. — 320 стр.[17]
- 10. Қаратерең вальсі (Каратеренский вальс). Алматы: «Arna-b», 2012. — 112 стр.[18]
- 11. Ұлттық әдебиет және дәстүрлі ментальдік (Национальная литература и традиционная ментальность). Алматы: «Arna-b», 2013. — 192 стр. (Соавторы — Дихан Қамзабекулы и Амантай Шарип).[18]
- 12. Ең әдемі ертегі (Самая светлая сказка). Астана: «Елорда», 2014. — 176 стр.[19]
- 13. Қос қолтаңба (Два напутствия). Алматы: «Arna-b», 2015. — 136 стр.[18]
- 14. Гладиатор. Алматы: «Arna-b», 2016. — 160 стр.[18]
- 15. Төртінші билік (Четвертая власть). Алматы: «Arna-b», 2016. — 336 стр.[20][21]
- 16. Zar Zaman (Time of Lament) Flow in the Kazakh and Kyrgyz Literature: Monograph (Genesis, Typology, Poetics). Germany, Saarbrücken: Lap Lambert Academic Publishing,  2017. – 172 pages.[22]
- 17. Бақ қонған бәйтерек. (Родник счастья). Алматы: «Болашақ», 2020. – 528 стр.[23]

## Награды
- 1990 — Премия им. Б. Булкышева Союза молодежи Казахстана и Союза журналистов Казахстана.
- 2007 — Грант Президента Республики Казахстан в области СМИ.[24]
- 2011 — Международная литературная премия «Алаш».
- 2014 — Премия имени Чокана Валиханова в области гуманитарных исследований.
- 2013 — Медаль «Ерен еңбегі үшін».
- 2018 — Орден «Парасат».[25]
- 2020 — Нагрудный знак «За безупречную службу» (Администрация Президента Казахстана)[26]
- 2024 (12 апреля) — Орден «Достук» (Кыргызстан) — за большой вклад в социально-экономическое развитие Кыргызской Республики и укрепление сотрудничества между Кыргызской Республикой и Республикой Казахстан[27][28]
- 2024 (16 октября) — Почетное звание «Қазақстанның еңбек сіңірген қайраткері».
- 2024 (11 октября) — Медаль Туркменистана «Magtymguly Pyragynyň 300 ýyllygyna» (Туркменистан) — за научные исследования, которые вносят существенный вклад в развитие национальной культуры, особые заслуги в деле возрождения культурного наследия и искони духовных ценностей туркменского народа, изучения, бережного сохранения, популяризации и донесения до грядущих поколений творчества поэта-классика туркменской литературы и великого мыслителя Махтумкули Фраги, наращивания культурных связей независимого нейтрального Туркменистана с другими государствами мира и международными организациями, сближения и обогащения культур, укрепления между народами уз дружбы и сотрудничества в эру Возрождения новой эпохи могущественного государства, а также по случаю 300-летия туркменского поэта-классика Махтумкули Фраги[29]